# Città di Port Hedland
La città di Port Hedland è una delle quattro Local Government Areas che si trovano nella regione di Pilbara, in Australia Occidentale. Essa si estende su di una superficie di circa 11.844 chilometri quadrati ed ha una popolazione di circa 18.000 abitanti.